# طرخان قايا
طُرخان قايا (تُلفظ «تُورهَان») (بالتركية: Turhan Kaya)‏ ‏(30 نوفمبر 1951 - 31 مارس 2020) ممثل مسرحي وسينمائي وتلفزيوني تركي.

## الحياة والوظيفة
ولد قايا في 30 نوفمبر 1951 في إسطنبول. تخرج من كلية الاتصالات جامعة يدي تبيه. درس التمثيل في إنجلترا وإيطاليا. وبدأ التمثيل بالمسرح في أوائل الثمانينيات، لكنه تحول لاحقًا إلى التلفزيون. اشتهر بلعب شخصية أورديناريوس في سلسلة وادي الذئاب. من أعماله أيضًا مسلسل ويبقى الحب، وله عدة أفلام، عاد قايا إلى التلفزيون لدوره الأخير من خلال تصوير شخصية جنكيز إركمن في المسلسل التلفزيوني Halka الذي بث على تي أر تي 1.

## وفاته
توفي في 31 مارس 2020 عن عمر ناهز 68 عامًا، في مستشفى في إسطنبول حيث كان يعالج من مرض فيروس كورونا. ودفن في 1 أبريل 2020 في مقبرة بقلاجي في بيكوز.